# Яголдай Сараевич
Яголдай Сараевич (Еголдай Сараевич, Егалдай Сараевич) — татарский князь (из рода Ширин или Барын), возможно, тождественный беку Ягалтаю, который в 1340-х — 1350-х годах находился при дворе ханов Золотой Орды Джанибека и Бирдибека. В первой половине XV века (по другой версии — в конце XIV века) Яголдай перешёл в подданство ВКЛ и завладел комплексом имений, получившим название Яголдаевой тьмы. В его состав вошли Мужеч на реке Псёл, Милолюбль и Оскол (Холковское городище или нынешний Старый Оскол). Этот обширный феод, зафиксированный в ярлыках, выданных крымскими ханами литовским князьям, как «Сараева сына Егалтаева тма», был унаследован потомками Яголдая и просуществовал до конца XV века. Яголдай принял крещение под именем Дмитрий. Помимо самой «тьмы», Яголдаю и его наследникам принадлежали Свеслав, Берково, Игнатово и, вероятно, другие имения. В 1497 году Яголдаевщину как составную часть Путивльского уезда поделили между четырьмя киевскими боярами: Дебром Калениковичем, Михаилом Гагиным, Федько Голенчичем и Кунцой Сеньковичем. В 1503 году она, как и остальные земли Путивльщины, отошла по Благовещенскому перемирию к Русскому государству.